# Ana Pepelnik

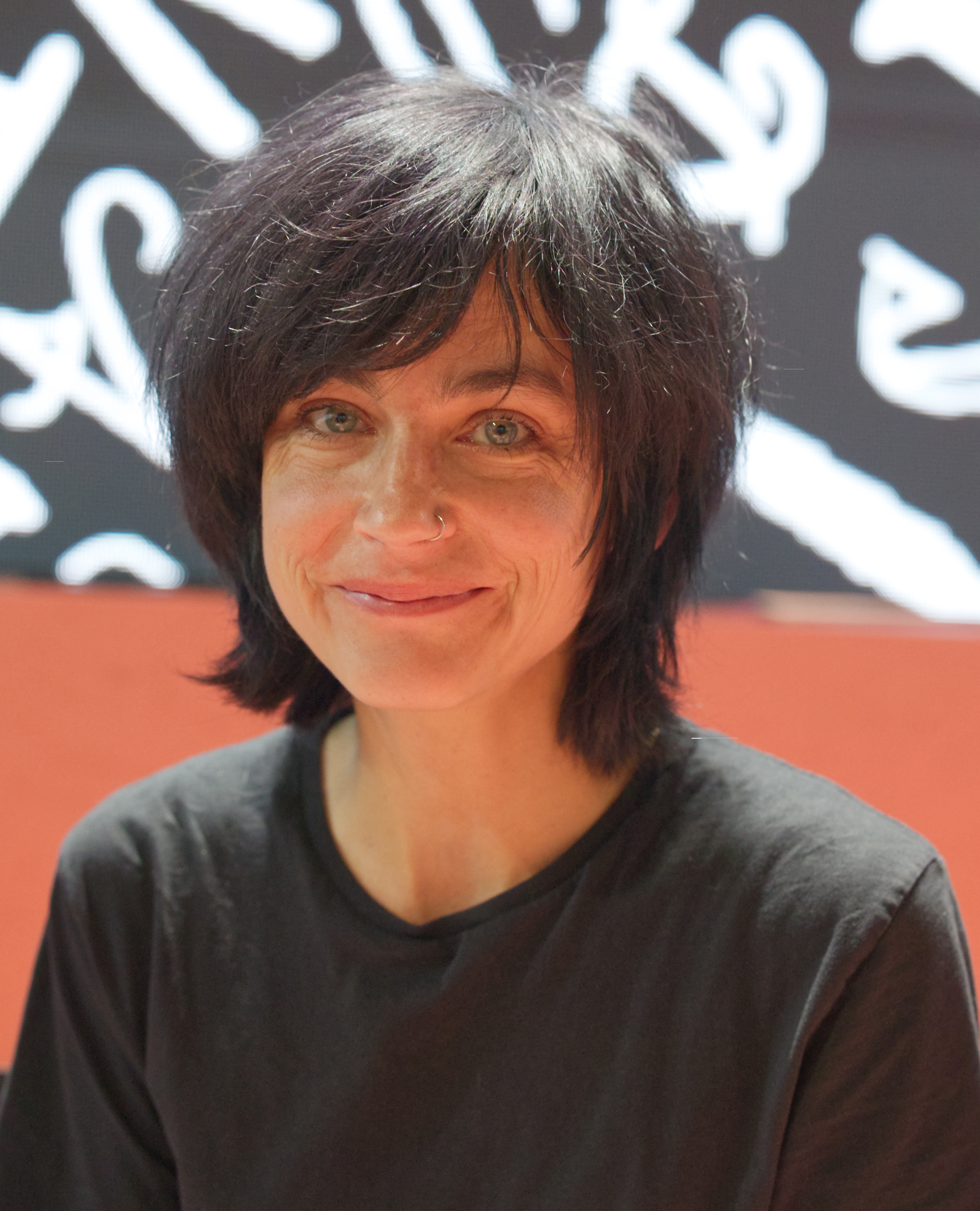
Ana Pepelnik auf der Frankfurter Buchmesse 2023

Ana Pepelnik (* 14. November 1979 in Ljubljana, SFRJ) ist eine slowenische Autorin und Übersetzerin.

## Leben und Werk
Ana Pepelnik studierte Vergleichende Literaturwissenschaft in Ljubljana. Als Autorin ist sie der Lyrik verpflichtet. Bislang veröffentlichte sie fünf Lyrikbände, von denen Techno (2017, „Techno“) für die beiden renommierten Auszeichnungen Jenko-Preis und Veronika-Preis nominiert wurde.
Sie übersetzt Lyrik aus dem Amerikanischen, unter anderem Joshua Beckman, Matthew Zapruder, Jennifer Clement, Elizabeth Bishop, Sylvia Plath, James Tate und Walt Whitman, aber auch aus dem Slowenischen ins Englische. Ihre Übersetzung von Tone Škrjanec‘ Skin (zusammen mit Matthew Rohrer) schaffte es 2014 auf die Longlist des amerikanischen PEN-Awards für Lyrikübersetzungen ins Englische.
Pepelnik ist ebenfalls als Sprecherin beim Radiosender Radio Študent tätig. Außerdem gilt ihre Leidenschaft der Musik. Sie war Sängerin der Band Boring Couple und beschäftigt sich mit der Verknüpfung von Musik und Poesie, beispielsweise im internationalen Lyrik-Multimediaprojekt Metropoetica sowie in Impro-Musik-Poesie-Performances.

## Werke

### Lyrik
- Ena od varijant kako ravnati s skrivnostjo. Ljubljana, 2007.
- Utrip oranžnih luči na semaforjih. Ljubljana, 2009.
- Cela večnost. Ljubljana, 2013.
- Pod vtisom. Ljubljana, 2015.
- Tehno. Ljubljana, 2017.
- Treš. Ljubljana, 2021.
- To se ne pove. Ljubljana, 2023.

### In deutscher Übersetzung
- Nicht Fisch. Übersetzt von Amalija Maček, Matthias Göritz, Adrian Kasnitz und Thomas Podhostnik. Köln: parasitenpresse, 2023.

### Übersetzungen (Auswahl)
- Elizabeth Bishop: Zemljevid. Ljubljana, 2007.
- Tone Škrjanec: I’ll calm the horses. New York, 2010.
- Joshua Beckman: Sunek. Ljubljana, 2012.
- Jennifer Clement: Vdova Basquiat. Ljubljana, 2014.
- Sylvia Plath: Ariela. Ljubljana, 2016.
- James Tate: Vrnitev v mesto belih oslov. Izbrane pesmi v prozi. Ljubljana, 2017.
- Tone Škrjanec: Skin. Portland, 2014. Zusammen mit Matthew Rohrer.
- Matthew Zapruder: Ameriška lipa. Izbrane in nove pesmi. Ljubljana, 2008.
- Walt Whitman: Listi trave (končne različice pesmi prve izdaje). Ljubljana, 2019. Zusammen mit Primož Čučnik und Tomaž Grušovnik.
- Maria-Paula Erizanu: In še en čudež. Izbor pesmi. Ljubljana, 2020.